# Coopérative agricole en France
Pour les articles homonymes, voir SCA.

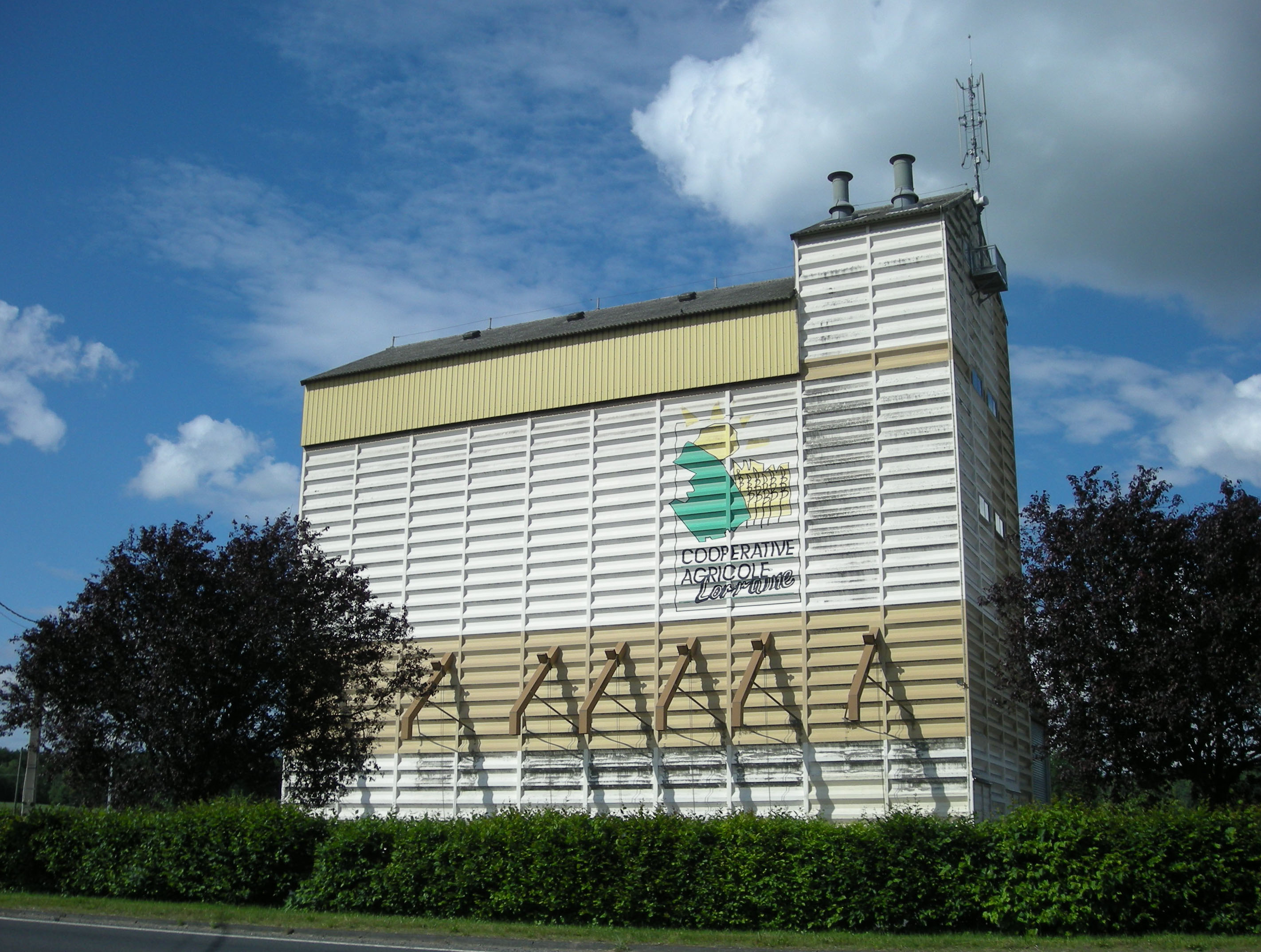
Coopérative agricole à Azerailles (Meurthe-et-Moselle).

En France, une  société coopérative agricole (SCA) est une entreprise coopérative relevant de la loi du 10 septembre 1947 et du code rural et disposant d'un statut sui generis, c'est-à-dire qui n'est ni civil ni commercial.
La SCA est une société (Groupements professionnels) constituée librement par les agriculteurs en vue d'assurer l’approvisionnement de leurs exploitations, d’améliorer les conditions de production et de faciliter l’écoulement des produits. Elles ne poursuivent pas un but lucratif et ont pour mission exclusive de favoriser de développement des exploitations de leurs adhérents et la rémunération des apports. 
Les coopératives agricoles, au sens plus large, incluent également :
- les coopératives d'utilisation de matériel agricole (CUMA), regroupement  de producteurs agricoles dont la mission première est de rationaliser l'acquisition et l'utilisation de matériel agricole.
- les sociétés d'intérêt collectif agricole (SICA), qui réunissent des entreprises agricoles, agriculteurs ou coopératives, et des associés appartenant à d’autres secteurs d’activité, négociants ou industriels, en vue d’assurer à leurs membres divers services, afin de créer ou gérer des équipements ou   services, dans l’intérêt des acteurs locaux.
- les sociétés d’intérêt collectif agricole d’électricité (SICAE), créées au début du XXe siècle pour électrifier les campagnes, et qui sont aujourd'hui des entreprises locales de distribution (ELD).

## Histoire de la coopération agricole en France

### Chronologie
- 1844 : Création d'Équitables Pionniers à Rochdale en Angleterre,
- 1847 : Friedrich Wilhelm Raiffeisen crée une boulangerie coopérative en Allemagne
- 1867 : Loi du 24 juillet 1867 autorisant les "sociétés de coopération"
- 1880 : Création de la SNEA
- 1883 : Création du Syndicat des agriculteurs du Loir-et-Cher
- 1884 : Loi Waldeck-Rousseau du 21 mars 1884 sur la liberté syndicale
- 1884 : Création de la société du crédit mutuel agricole de Salins
- 1886 : Création du Syndicat agricole de l'arrondissement de Chartres
- 1888 : Création de l'Union du Sud-Est et de la Coopérative laitière de Chaillé
- 1893 : Création des Caisses Rurales et Ouvrières
- 1894 : Loi Méline du 5 novembre 1894 créant les caisses locales du Crédit agricole[2]
- 1899 : Loi du 31 mars 1899 sur la création des caisses régionales de crédit agricole
- 1899 : Création de la Caisse régionale de crédit agricole mutuel par l'Union du Sud-Est
- 1901 : Création de la Coopérative des Vignerons Libres de Maraussan
- 1905 : Constitution d'un service du crédit mutuel et de la coopération agricole au Ministère de l'Agriculture
- 1910 : Création de la Fédération nationale de la mutualité et de la coopération agricole (FNMCA)
- 1920 : Loi du 5 août 1920 sur le crédit et la coopération agricole
- 1935 : décret-loi du 8 août 1935 sir les sociétés coopératives agricoles
- 1947 : Loi-cadre Ramadier du 10 septembre 1947 définissant le statut coopératif et lui donnant sa pleine identité[3]

### Origine
L'ensemble des règles et principes de l'organisation coopérative fut pour la première fois mis en œuvre par des artisans de Rochdale, près de Manchester. Ces principes ont été adoptés dans les années 1860 par les coopératives de consommation en France. Dans le monde rural, c'est surtout la voie allemande qui joua probablement le rôle principal : la première coopérative de crédit a été créée en 1864 par Frédéric-Guillaume Raiffeisen.
En France, les organisations agricoles antérieures aux premiers groupements à but économique étaient réunies, à partir de 1867, au sein de la Société des agriculteurs de France (SAF) qui représentait principalement les grands propriétaires fonciers, appartenant pour beaucoup à l'aristocratie.
Avec la crise agricole, dont les premières manifestations datent de 1875, les agriculteurs se sont intéressés à de nouvelles formes d'associations. À cette époque deux filières sont principalement touchées par la crise : la céréaliculture qui est menacée sur le marché du blé par des pays comme les États-Unis, la Russie, mais aussi l'Australie et l'Argentine, et la viticulture qui est confrontée au phylloxéra.
D'abord informelles, faute notamment de cadre juridique approprié, puis sous forme associative ou syndicale en s'appuyant sur la loi Waldeck-Rousseau du 21 mars 1884 sur la liberté syndicale, les premières organisations mises en place par les agriculteurs concernaient en particulier l'achat en commun des engrais. La SAF parvient à rassembler la grande majorité de ces associations au sein de l'Union Centrale des Syndicats Agricoles (UCSA), fondée en 1886.
De leur côté, les républicains libéraux, au pouvoir en 1879, opposent une organisation concurrente au mouvement corporatiste incarné par la SAF, la Société Nationale d'Encouragement à l'Agriculture (SNEA) qui soutient la création d'associations à vocation économique, de syndicats et de coopératives. Elle utilise l'influence de notables ruraux républicains. Le rôle des "directeurs des services agricoles" dont le corps est créé en 1879 apparait clairement dans les exemples célèbres des premières coopératives. En juillet 1883, sous l'impulsion de Jules Tanviray, professeur départemental d’agriculture du Loir-et-Cher, des agriculteurs du Loir-et-Cher confrontés à la baisse des prix du blé fondent le premier syndicat agricole. Celui-ci avait pour but " l'achat en commun des engrais, des semences et de toutes les matières et objets fréquemment utilisés en agriculture, afin de les obtenir à meilleur marché ". Le Syndicat Agricole de l'Arrondissement de Chartres, créé par Charles-Victor Garola, titulaire de la chaire d'agronomie à l’École d'agriculture de Chartres, est fondé le 18 décembre 1886 avec un objet similaire.
À la même époque, faisant face à la destruction de leurs vignobles par le phylloxéra, des viticulteurs charentais se reconvertissent dans l'élevage laitier et créent la laiterie coopérative de Chaillé en janvier 1888, sans médiation syndicale explicite. Cette dernière est souvent considérée comme la première coopérative agricole non financière à avoir été créée en France.
Par la suite, faute de statuts coopératifs, les associations agricoles se sont multipliées sous la forme syndicale. Comme le précise Louis Malassis en 1964 dans son ouvrage " à la base, la loi Waldeck-Rousseau avait conçu le syndicat comme instrument de défense des intérêts professionnels, mais il servit en fait, en agriculture, de base juridique pour une action économique. L'action syndicale agricole a donc pris une forme différente de celle qui est apparue dans les autres secteurs socio-professionnels.
Par ailleurs, c'est seulement sous l'impulsion des courants corporatistes ou républicains, qu'une première génération de coopératives a pu se former, lorsqu'il fut nécessaire de dépasser le stade de l'association pour disposer de véritables entreprises.

### Expansion du mouvement coopératif agricole
Au début des années 1890, le courant corporatiste contrôle la majeure partie des syndicats agricoles. Les républicains choisissent pour favoriser le développement de l'agriculture mais aussi pour accroître leur influence dans les campagnes, de faire porter leur effort sur la formation d'un crédit coopératif.
La loi Méline du 5 novembre 1894 crée des caisses locales de crédit agricole, qui bénéficient en 1897 de la part de la Banque de France d'une dotation de 40 millions de francs-or et d'avances de fonds publics sans intérêts, afin de pallier le manque de capitaux ou aux garanties insuffisantes des petits exploitants. Certaines caisses syndicales refusent le contrôle par l'Etat et l'aide publique : l'Union du Sud-Est, bastion de l'UCSA, crée sa propre caisse régionale de crédit agricole ; l'Union des Caisses Rurales et Ouvrières, fidèles aux principes de l'auto-administration et à l'esprit de Raiffaisen, refusent également aussi bien la tutelle de l'Etat que celle des organisations corporatistes.
En 1906, pour stimuler la modernisation agricole, le législateur a fixé les modalités d'attribution aux coopératives de production, de transformation et de vente de produits agricoles des prêts à long terme ainsi que le fonctionnement du Crédit Agricole.
La loi du 29 décembre 1906, si elle spécifie que les avances sont accordées aux sociétés coopératives de production, de transformation, et de vente de produits agricoles ne donne par contre pas pour autant un statut légal particulier aux coopératives agricoles. Cette loi a néanmoins précisé les conditions dans lesquelles les coopératives agricoles peuvent bénéficier de ces avances. Ainsi, il ne peut s'agir que des coopératives agricoles " constituées par tout ou partie des membres d'un ou plusieurs syndicats professionnels agricoles, en vue d'effectuer ou de faciliter toutes les opérations concernant soit la production, la conservation ou la vente des produits agricoles provenant exclusivement des exploitations des associés, soit l'exécution des travaux agricoles d'intérêt collectif, sans que ces sociétés aient pour but de réaliser des bénéfices commerciaux ".
C'est pendant l'entre-deux-guerres que le mouvement coopératif agricole a connu une véritable expansion. C'est en particulier dans le vin et les céréales que les coopératives agricoles se sont multipliées, grâce notamment aux efforts financiers et administratifs de l'État qui avait besoin des coopératives agricoles pour consolider l'organisation des marchés. Plusieurs lois ont contribué au développement des coopératives agricoles. Citons la loi du 5 aout 1920, qui a institué un Office national du Crédit Agricole chargé d'aider les agriculteurs à moderniser leurs exploitations, et qui a donné un nouveau souffle et de nouvelles possibilités aux syndicats et aux coopératives.

## Principe de la coopérative agricole en France
Elle est créée par des agriculteurs afin d'assurer en commun l'utilisation d'outils de production, de conditionnement, de stockage, la commercialisation ou la transformation des produits de leurs exploitations ainsi que leur approvisionnement en engrais et autres intrants.
Il existe des coopératives agricoles pour tout type de production : lait, céréales, vin, viande, fruits, fromages (fruitière fromagère), légumes, lin, sucre, coton, arachides... Il existe également des coopératives forestières qui gèrent, exploitent, commercialisent les bois et effectuent des travaux sylvicoles pour le compte des propriétaires forestiers adhérents. Les principales coopératives forestières sont regroupées sous l'égide de l'UCFF (Union de la Coopération Forestière Française) et de son groupe GCF (Groupe Coopération Forestière). Agréées par le ministère de l'Agriculture, les coopératives sont sous tutelle de l'État qui veille à la transparence de leurs activités.
Les coopératives agricoles sont des sociétés de personnes et l'un des principes fondateurs de la coopération est « une personne, une voix ». Ainsi, quel que soit le nombre de parts que peut avoir un adhérent, sa voix est équivalente à celle d'un autre adhérent. Un autre principe est la participation aux excédents financiers au prorata du volume d'activité de l'exploitant avec sa coopérative (ristournes de prix).
Les coopératives sont généralement dirigées par un conseil d'administration issu de l'assemblée générale. Ce conseil élit un bureau et un président. Le conseil est renouvelable en général par tiers tous les ans. Le président du conseil d'administration est élu pour un an renouvelable. La gestion courante est généralement assurée par un directeur salarié.
Elles sont généralement fédérées par la création d'unions de coopératives agricoles (UCA) régionales ou nationales qui assurent les tâches que ne peuvent faire directement les coopératives de base au niveau local.

## Les coopératives agricoles françaises
En 2024, les 2 100 entreprises coopératives du secteur agricole, TPE-PME pour 93 % d'entre elles, emploient plus de 200 000 salariés, filiales incluses. Elles détiennent une marque alimentaire sur trois en France, pèsent 40 % de l’agroalimentaire français et génèrent un chiffre d'affaires consolidé de 104 Mds€.
Environ ¾ des agriculteurs adhèrent au moins à une entreprise coopérative agricole ou à une CUMA (coopérative d'utilisation de matériel agricole).

### La Coopération Agricole
Les entreprises coopératives agricoles sont fédérées au sein de La Coopération Agricole, qui rassemble également des sections métiers (Luzerne de France, Pole Animal, Métiers du grain, Nutrition Animale, La Coopération Laitière et Vignerons Coopérateurs) et des fédérations régionales. Porte-voix politique et force de proposition auprès des pouvoirs publics français et européens, des médias et de la société civile, La Coopération Agricole  a pour mission de promouvoir le modèle coopératif.

### Le Haut Conseil de la Coopération Agricole
Le Haut Conseil de la Coopération Agricole (HCCA) est un établissement d'utilité publique doté de la personnalité morale créé en 2006, à la suite du rapport de François Guillaume nommé : « Coopération agricole : les 7 chantiers de la réforme », publié fin octobre 2004. Il se substitue aux ex-directions départementales de l'agriculture (DDA) en contribuant à la définition, à la mise en œuvre et à l'évaluation des politiques publiques en matière de coopération agricole. Toutes les coopératives agricoles et les unions ont désormais l’obligation légale d'y adhérer. Le HCCA a pour missions notamment de définir et mettre en œuvre les politiques publiques en matière de coopération agricole, d’être le garant du respect des textes et des règles de la coopération agricole, de définir les principes et normes de la Révision et d’assurer le suivi de l’évolution économique et financière du secteur coopératif.
Le HCCA édite tous les ans l'Observatoire économique et financier  
|                                     | Nombre d'adhérents                                                            | Effectif global                      | CA (Million €)                                    | Siège social / SIREN                                   |
| Union InVivo (2022/2023)            | 174 coopératives sociétaires regroupant environ 300 000 entreprises agricoles | 14 500 (Monde)                       | 12 400                                            | Paris 775690191                                        |
| Agrial (2021)                       | 12 000                                                                        | 22 000 (11 pays)                     | 7 200                                             | Caen (Calvados) 428611719                              |
| Sodiaal, (2023)                     | 9 007                                                                         | 9 008                                | 5 500                                             | Paris 351572888                                        |
| Terrena (2021)                      | 20 561                                                                        | 13 383                               | 5 005                                             | Ancenis (Loire-Atlantique) 429707292                   |
| Tereos (2022/2023)                  | 11 200 (France)                                                               | 15 800 (15 pays)                     | 6 600                                             | Moussy-le-Vieux (Seine et Marne) 533247979             |
| Axéréal (2022/2023)                 | 11 000                                                                        | 3 540                                | 5 045                                             | Olivet (Loiret) 503681801                              |
| Vivescia (2023)                     | 10 000                                                                        | 6 900                                | 4 600                                             | Reims (Marne) 302715966                                |
| Eureden                             | 18 500                                                                        | 8 500                                | 3 900                                             | Mellac (Finistère) 841645690                           |
| Cooperl,(2022)                      | 3 038                                                                         | 7 700                                | 2 790                                             | Lamballe-Armor (Côtes d'Armor) 383986874               |
| Cristal Union (2022)                | 9 000                                                                         | 2 000                                | 1 700                                             | Villette-sur-Aube (Aube) 421343369                     |
| Limagrain (2021/2022)               | 1 300                                                                         | 9 539 (150 pays)                     | 2 104 CA groupe + 720 CA partenaires stratégiques | Saint-Beauzire (Puy-de-Dôme) 775633357                 |
| Maîtres Laitiers du Cotentin (2022) | 1 020                                                                         | 5 441                                | 1 970                                             | Sottevast (Manche) 338154610                           |
| Advitam (2022/2023)                 | 6 000                                                                         | 2 600                                | 1 900                                             | Saint-Laurent-Blangy (Pas-de-Calais)                   |
| Euralis (2022/2023)                 | 9 000 agriculteurs dont 5 625 coopérateurs                                    | 5 312 (16 pays) dont 3 529 en France | 1 580                                             | Lescar (Pyrénées-Atlantiques) 387879992                |
| SCAEL (2022/2023)(2021)             | 3 000                                                                         | 590                                  | 1 796                                             | Chartres (Eure-et-Loir) 775575012                      |
| NATUP (2021/2022)                   | 5 000 adhérents et 2 000 agriculteurs                                         | 1 800                                | 1 465                                             | Mont-Saint-Aignan (Seine Maritime) 775701097           |
| Maïsadour (2022/2023)               | 5 000                                                                         | 4 300                                | 1 475                                             | Haut-Mauco (Landes) 782092290                          |
| Lur Berri (2022/2023)               | 5 100 agriculteurs partenaires dont 3 434 coopérateurs                        | 3 797 salariés groupe consolidé      | 1 397 groupe consolidé                            | Aïcirits-Camou-Suhast (Pyrénées Atlantiques) 782369409 |
| Arterris (2021)                     | 15 000                                                                        | 2 300                                | 1 220                                             | Castelnaudary (Aude) 775784689                         |
| Even(2022)                          | 1 000                                                                         | 6 230                                | 2 700                                             | Ploudaniel (Finistère) 479878340                       |

Fusions et disparitions récentes. 

```
2019 : Fusion de 
Triskalia
 et de 
Groupe D'Aucy
 pour former Eureden
```

### Place des entreprises coopérative dans la collecte
Après la société privée Soufflet, les 9 autres organismes collecteurs dans le TOP 10 sont des entreprises coopératives agricoles.
|                      | Collecte (en milliers tonnes) |
| -------------------- | ----------------------------- |
| Soufflet Agriculture | 5 920                         |
| Axéréal              | 4 500                         |
| Vivescia             | 3 250                         |
| Natup                | 2 100                         |
| Cérèsia              | 1 710                         |
| Agrial               | 1 800                         |
| Terrena              | 1 700                         |
| Eureden              | 1 540                         |
| Océalia              | 1 500                         |
| Unéal                | 1 400                         |

## La gouvernance des coopératives agricoles
Les coopératives agricoles peuvent sembler a priori exclues des réflexions sur la gouvernance car les débats et textes de référence sont essentiellement centrés sur les grandes entreprises cotées. Elles n’ont pas d’actionnaires intéressés par des revenus financiers, mais des sociétaires motivés par un projet socio-économique capable d’assurer à long terme des revenus et des débouchés pour la production des matières premières agricoles.
Les coopératives ne sont pas cotées en bourse et échappent aux pressions et attentes des marchés financiers. Elles ne versent pas des dividendes à leurs actionnaires mais des intérêts aux parts sociales dont les montants sont légalement limités. Pourtant, certaines évolutions et spécificités du monde agricole tendent à transformer la gouvernance en un sujet de préoccupation majeur pour les coopératives agricoles.

### Qu'est-ce que la gouvernance?
La gouvernance correspond à l’ensemble des institutions, des règles et des pratiques qui encadrent le pouvoir de décision du dirigeant et organisent les relations avec les sociétaires. C’est au niveau des organes de gouvernance que sont prises et contrôlées les décisions stratégiques qui orientent durablement et de manière déterminante les activités créatrices de valeur d’une coopérative. Trois pouvoirs sont en interactions et doivent être encadrés afin de garantir un fonctionnement approprié : le pouvoir souverain, le pouvoir exécutif et le pouvoir de surveillance.

### Le pouvoir souverain: les adhérents de la coopérative
Les adhérents d’une coopérative agricole détiennent des parts sociales qui structurent juridiquement leurs droits et devoirs au sein de celle-ci. Les coopératives agricoles appartiennent ainsi à l’ensemble des adhérents qui exercent collectivement et démocratiquement le pouvoir souverain. Ce pouvoir souverain consiste à assurer le maintien de la coopérative dans le temps et à légitimer le pouvoir de surveillance des administrateurs. Le pouvoir souverain des adhérents d’une coopérative agricole s’exprime de deux manières complémentaires : représentative et participative.

### Le pouvoir de surveillance: les administrateurs de la coopérative
Dans la gouvernance des coopératives agricoles, le pouvoir de surveillance est dévolu à un organe collectif, le conseil d’administration (conseil de surveillance), composé d’administrateurs. Ces derniers sont élus directement par les adhérents de la coopérative ou par leurs représentants (délégués de section). Exercé par les administrateurs de la coopérative, le pouvoir de surveillance est l’émanation directe du pouvoir souverain, c’est-à-dire des coopérateurs.
Le pouvoir de surveillance consiste à vérifier que les conditions sont réunies pour que l’équipe dirigeante puisse développer un projet stratégique créateur de valeur conforme à la vocation et la mission de la coopérative. Le pouvoir de surveillance se trouve au carrefour de l’expression du pouvoir souverain et du pouvoir exécutif. En réalisant cette mission, les administrateurs exercent le mandat que leur confient les coopérateurs dont l’objectif est de voir la coopérative se pérenniser. Le pouvoir de surveillance s’assure en outre que les moyens et ressources nécessaires à l’animation de la vie démocratique sont alloués par les dirigeants.

### Le pouvoir exécutif: le directeur général et l’équipe dirigeante
Le pouvoir exécutif est assuré par le directeur général et son équipe de direction. Ce pouvoir doit définir, conduire et mettre en œuvre la stratégie de l’entreprise, c’est-à-dire l’ensemble des décisions qui orientent à long terme et de manière déterminante les activités créatrices de valeur ainsi que la structure organisationnelle de la coopérative. Le pouvoir exécutif consiste à implémenter des stratégies de création de valeur en lien avec la vocation et la mission de la coopérative. Pour mener à bien cette tâche fondamentale, le dirigeant et son équipe doivent bénéficier d’une indispensable autonomie.

### Les différents régimes de gouvernance
La gouvernance résulte de l’articulation de ces trois pouvoirs et cette articulation permet in fine de mettre en place des stratégies durables et légitimes. Ces pouvoirs doivent normalement s’exprimer de manière équilibrée et aucun d’entre eux ne doit prendre l’ascendant sur les autres. La bonne gouvernance revient finalement à identifier les hommes ou les femmes et mettre en place les moyens ainsi que les structures qui vont permettre d’équilibrer ces trois pouvoirs.
Dans la réalité, les choses sont plus complexes et on constate fréquemment des déséquilibres. En effet, il arrive parfois que certains pouvoirs prennent l’ascendant et conduisent à un fonctionnement déséquilibré de la coopérative.
Dans le cadre de leur référentiel pour une gouvernance stratégique des coopératives agricoles, les chercheurs  Xavier Hollandts et Bertrand Valiorgues identifient quatre régimes de gouvernance : la domination sociétariale, la domination managériale, l’autocratie des gouvernants, la gouvernance stratégique.
Seul le dernier régime est équilibré et représente à ce titre un horizon stabilisé et souhaitable pour les acteurs de la gouvernance des coopératives agricoles.

### Critiques
La journaliste Anne-Laure Chouin estime en 2019 qu'en France, plusieurs de ces coopératives agricoles « se sont éloignées de leur vocation initiale pour devenir des multinationales aux filiales opaques ». Les coopératives, qui regroupent en France trois agriculteurs sur quatre, une marque alimentaire sur trois, et emploient plus de 180 000 salariés, ne paient pas l"impôt sur les sociétés. Leur nombre a nettement décru depuis 1965, au fil de rachats successifs, et leur chiffre d'affaires a augmenté considérablement. La création de nombreuses filiales a accompagné ce développement rapide et pose des soucis de transparence et d'optimisation fiscale, dans un contexte de raréfaction des moyens de contrôle sur ces coopératives.
La journaliste estime que « le modèle initialement vertueux des coopératives, censé suivre les principes de l’économie sociale et solidaire, semble donc avoir dérivé. Les coopératives agricoles continuent de bénéficier d’une image positive. Mais derrière le discours officiel ("on travaille pour nos producteurs"), les pratiques utilisées n’ont parfois pas grand-chose à envier à celles des entreprises capitalistiques de droit privé dont elles se disent éloignées ».